# 細谷 (桶川市)
細谷（ほそや）は、埼玉県桶川市大字坂田に属する小字である。かつては同市北一丁目および末広三丁目に相当する範囲にも「大字桶川字細谷」として存在した。

## 概要
細谷という地名は小字であり、桶川市では小字を住所に採用していないため利用されるのは不動産の所在を表す時くらいである。しかし川越栗橋線沿いには細谷という名称のバス停が存在し、他にも細谷店を名乗るクリーニング店がある。
北町および末広の細谷は時期は不明だが（昭和初期か？）小字の再編によって消えている。そもそもこの周辺は旧桶川町と旧加納村の境界線付近であり、北・末広の細谷は旧桶川町、坂田の細谷は旧加納村に属し、隣接していた。旧桶川町の細谷は明治9年の武蔵国群村誌に見られるが1967年に行われた第一次住居表示の直前には相生町となっていて住居表示に伴う町名変更の際に北1丁目、末広3丁目となった。これらは大字ではないため現在は中心市街地には小字は存在しない。この変化を順に示すならば当初は「桶川町大字桶川字細谷」だった場所が「桶川町大字桶川字相生町」となり、さらに「桶川町北1丁目、末広3丁目」と変遷してきたことになる。このように現在は廃止された地名だが、一部でマンションや駐車場などの名称になっている。
一方、坂田という地名は明治22年に加納村が誕生した際に従前の坂田村を引き継いで設置された大字である。2010年の1月に一部（坂田東区画整理地区）が坂田東として分離された以外は当時の状態のまま変化はなく坂田の細谷は現在でも存続している。将来、坂田西区画整理地区で換地処分が行われた場合には町名変更が行われ該当地域の小字は消滅するが、細谷は区画整理地区に含まれていないため（厳密にはごくわずかに含まれているが全域が公道上なので住民が影響を受けることはない）現時点では地名の消滅や町名への昇格が行われる計画はない。ちなみに細谷地域内には「都市計画道路細谷・堀の内線」という道路があり、名称に利用されている。堀の内も坂田の小字である。
桶川市の各所にひっそりと残っているところがあり、坂田交差点から久喜市の方向に埼玉県道12号川越栗橋線を進むと、朝日バスの細谷停留所がある。坂田交差点からニトリ桶川店の左横にある市道をまっすぐ進むと「クリーニングホワイトキング細谷店」があり、今度は逆に坂田交差点から埼玉県道12号川越栗橋線を桶川市役所入り口交差点方面へ進むと「川魚料理平屋」の手前に「細谷駐車場」という看板が壁に立てかけられてある月ぎめ駐車場があり、さらにその駐車場の手前には「細谷マンション」がある。